# Kwasi Kwarteng

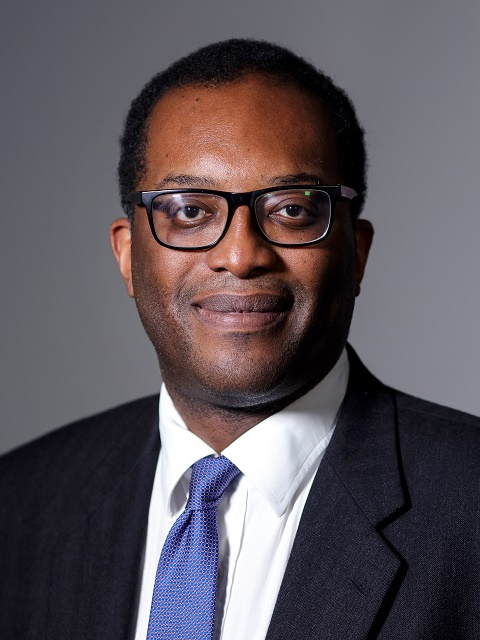
Kwasi Kwarteng (2021)

Akwasi Addo Alfred Kwarteng (* 26. Mai 1975 in London, England) ist ein britischer Autor und Politiker der Conservative Party. Seit 2010 vertritt er den Wahlkreis Spelthorne im Norden der Grafschaft Surrey im Unterhaus des britischen Parlaments.
Von Januar 2021 bis September 2022 war er Secretary of State für Wirtschaft, Energie und Industriestrategie, zuvor von Juli 2019 bis Januar 2021 Staatsminister für Wirtschaft, Energie und sauberes Wachstum.
Liz Truss berief ihn nach ihrer Ernennung zur Premierministerin im September 2022 zum Finanzminister in ihrem Kabinett. Am 14. Oktober 2022 entließ sie ihn; Jeremy Hunt wurde zu seinem Nachfolger ernannt.

## Herkunft und Bildung
Kwarteng wurde 1975 im Londoner Stadtbezirk Waltham Forest als Sohn von Alfred K. Kwarteng und Charlotte Boaitey-Kwarteng geboren, die in den 1960er Jahren als Studenten aus Ghana eingewandert waren. Seine Mutter ist Anwältin und sein Vater ist Wirtschaftswissenschaftler im Commonwealth-Sekretariat.
Kwarteng besuchte eine staatliche Grundschule und die Vorbereitungsschule Colet Court in London. Danach besuchte er das private Eliteinternat Eton College, an dem er mit dem renommierten Newcastle Scholarship-Preis ausgezeichnet wurde. Kwarteng studierte Klassische Altertumswissenschaft und Geschichte am Trinity College der Universität von Cambridge. Dort war er Mitglied des Teams, das 1995 die University Challenge gewann (in der ersten Serie nach der Wiederbelebung des Programms durch die BBC im Jahr 1994). Er besuchte die Harvard University mit einem Kennedy-Stipendium und promovierte im Jahr 2000 in Cambridge in Wirtschaftsgeschichte.

## Politische Laufbahn
Bevor er Unterhausabgeordneter wurde, arbeitete Kwarteng als Kolumnist für den Daily Telegraph und als Finanzanalyst bei JPMorgan Chase und anderen Investmentbanken. Er schrieb das 2011 erschienene Buch Ghosts of Empire über das Erbe des britischen Empire. Außerdem war er 2011 zusammen mit Jonathan Dupont Autor des Buches Gridlock Nation über Ursachen und Lösungen für die Verkehrsüberlastung in Großbritannien. Er kandidierte bei der Unterhauswahl am 5. Mai 2005 erfolglos im Wahlkreis Brent East und wurde bei der Unterhauswahl am 5. Mai 2010 für den Wahlkreis Spelthorne als Nachfolger von David Wilshire ins House of Commons gewählt.
Am 16. November 2018 wurde Kwarteng zum Unterstaatssekretär im Ministerium für den Austritt aus der Europäischen Union (DExEU) ernannt, nachdem Suella Braverman zurückgetreten war. Bei den Wahlen zum Parteivorsitz der Konservativen im Juli 2016 und im Juni 2019 war Kwarteng ein lautstarker Unterstützer von Boris Johnson. Nach Johnsons Sieg bei der Wahl 2019 wurde Kwarteng am 25. Juli 2019 gemeinsam mit Jo Johnson, dem Bruder des Premierministers, zum Minister of State im Ministerium für Wirtschaft, Energie und Industriestrategie ernannt. Am selben Tag wurde er zum Mitglied des Privy Council ernannt. Am 8. Januar 2021 löste er im Rahmen einer kleinen Umbesetzung Alok Sharma als Secretary of State für Wirtschaft, Energie und Industriestrategie ab.
Vom 6. September 2022 bis zum 14. Oktober 2022 war er britischer Finanzminister im Kabinett Liz Truss. Kwarteng kündigte kurz nach seiner Ernennung Steuersenkungen in Höhe von knapp 60 Milliarden Euro an, die größten Steuersenkungen seit den 1970er Jahren. Die Steuerpläne stießen auf starke Kritik, selbst aus Kreisen der Begünstigten. Die Neuverschuldung des Vereinigten Königreichs, die als Gegenfinanzierung erforderlich war, sah einen drastischen Anstieg der Staatsverschuldung um geschätzt etwa 9 Prozent des Bruttoinlandprodukts im Jahr 2022 vor, und das in einer Zeit stark angestiegener Kreditzinsen. Es wurde bezweifelt, dass der damit beabsichtigte Impuls für das Wirtschaftswachstum so groß sein werde, dass er diese Risiken rechtfertigen würde. Am 28. September 2022 kritisierte der Internationale Währungsfonds (IWF) diese Steuersenkungspläne in ungewöhnlich offener Form und prognostizierte, sie würden zu größerer Ungleichheit und zu Preissteigerungen führen. Der Wechselkurs des britischen Pfunds fiel nach der IWF-Erklärung deutlich und die Bank von England kündigte eine Erhöhung des Leitzinses an. Nach anhaltender starker Kritik auch aus den Reihen der Konservativen Partei korrigierte Kwarteng am 3. Oktober 2022 seine Steuersenkungspläne, insbesondere die unpopuläre geplante Reduzierung des Einkommensteuersatzes für Spitzenverdiener. Noch am Tag zuvor hatte Premierministerin Truss die Pläne öffentlich energisch verteidigt. Der Rückzug nur zehn Tage nach der Vorstellung des Steuersenkungspakets war nach Einschätzung von Beobachtern eine demütigende Niederlage der Regierung. Truss entließ am 14. Oktober 2022 Kwarteng als Finanzminister. Sein Nachfolger wurde Jeremy Hunt.
Anfang Februar 2024 gab Kwarteng bekannt, bei den nächsten Unterhauswahlen nicht erneut zu kandidieren. Mit Lincoln Jopp gewann erneut der Tory-Kandidat das Mandat in Spelthorne.

## Positionen
Im August 2012 verfasste Kwarteng zusammen mit vier weiteren konservativen Abgeordneten (Liz Truss, Dominic Raab, Chris Skidmore und Priti Patel) ein Buch mit dem Titel Britannia Unchained. Die Autoren machten eine Reihe von Bemerkungen und Vorschlägen, darunter die Feststellung, dass „die Briten, sobald sie am Arbeitsplatz sind, zu den schlimmsten Faulenzern der Welt gehören“. Das Buch plädiert für eine radikale Verkleinerung des Wohlfahrtsstaates, um „zu dem von seinem Gründer Sir William Beveridge angestrebten Beitragsprinzip zurückzukehren – dass man Leistungen im Gegenzug für Beiträge erhält“.
Kwarteng unterstützte 2016 den EU-Austritt des Vereinigten Königreichs.

## Persönliches
Kwarteng war mit der ehemaligen konservativen Innenministerin Amber Rudd liiert.
Im Dezember 2019 heirateten Kwarteng und die Anwältin Harriet Edwards. Am 15. Oktober 2021 wurde eine gemeinsame Tochter geboren.

## Veröffentlichungen
- Ghosts of Empire: Britain's Legacies in the Modern World. Bloomsbury London, 2011, ISBN 978-1-4088-2290-6.
- Kwasi Kwarteng, Priti Patel, Dominic Raab, Chris Skidmore und Liz Truss: After the Coalition. Biteback, London, 2011, ISBN 978-1-84954-212-8.
- Biteback, London (Hrsg.): Gridlock Nation. Kwasi Kwarteng, Jonathan Dupont, 2011, ISBN 978-1-84954-112-1.
- Kwasi Kwarteng, Priti Patel, Dominic Raab, Chris Skidmore und Liz Truss: Britannia Unchained: Global Lessons for Growth and Prosperity. Palgrave Macmillan, London, 2012, ISBN 978-1-137-03223-2.
- Bloomsbury, London (Hrsg.): War and Gold: A Five-Hundred-Year History of Empires, Adventures and Debt. 2014, ISBN 978-1-4088-3168-7.
- Thatcher's Trial: Six Months That Defined a Leader. Bloomsbury, London, 2015, ISBN 978-1-4088-5917-9.